# Lacus Felicitatis
Il Lacus Felicitatis ("Lago della Felicità", in latino) è un piccolo mare lunare; è stato inondato da flussi di lava che hanno lasciato piccole zone livellate con una albedo più bassa del terreno circostante. 
È situato in un'area di terreno continentale a nord del Mare Vaporum. Circa 70-80 km a nordest di quest'area vi sono i Montes Haemus, lungo il confine sud occidentale del Mare Serenitatis.
Ha un'estensione massima di 90 km. Il profilo ha una forma arcuata, con un'ala verso nordovest e l'altra verso est. Il confine è piuttosto irregolare ed è circondato dalla rocciosa superficie lunare.
L'Unione Astronomica Internazionale ha assegnato un nome a tre piccoli crateri all'interno del Lago Felicitatis: 
| Cratere | Latitudine | Longitudine | Diametro | Eponimo                                          |
| ------- | ---------- | ----------- | -------- | ------------------------------------------------ |
| Dag     | 18,7° N    | 5,3° E      | 0,5 km   | Dag, nome proprio di persona maschile scandinavo |
| Ina     | 18,6° N    | 5,3° E      | 3 km     | Ina, nome proprio di persona femminile latino    |
| Osama   | 18,6° N    | 5,2° E      | 0,5 km   | Osama, nome proprio di persona maschile arabo    |

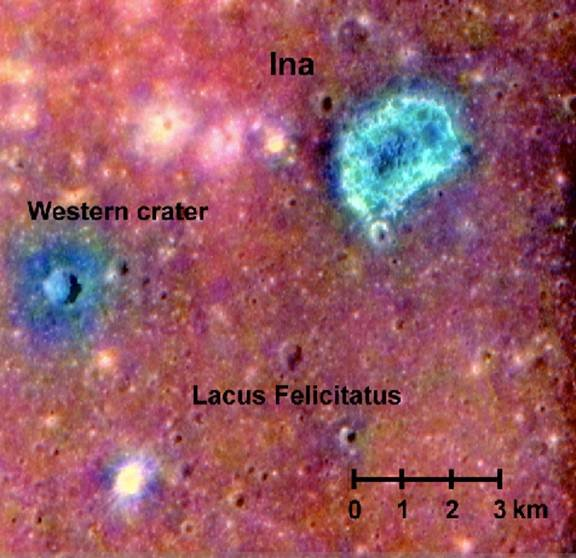
Il cratere Ina dà segni di una recente attività geologica.

Ina è una depressione semi-circolare della profondità di appena 30 metri ed è difficilmente immaginabile dalla Terra.
Nel novembre 2006 è stato ipotizzato che Ina sia il risultato di un'eruzione di gas negli ultimi dieci milioni di anni.